# T’Boli-Schwert
Das T'Boli-Schwert ist eine Waffe von den Philippinen.

## Beschreibung
Das T'Boli-Schwert hat eine gerade, einschneidige, breite Klinge. Die Klinge wird vom Heft zum Ort schmaler und läuft spitz zu. Die Klinge hat weder Mittelgrat noch Hohlschliff. Das Heft hat ein kleines, ovales Parier. Es besteht aus Holz, das mit Messingblech beschlagen ist. Der Knauf ist abgeflacht und halbmondförmig. Alle Messingteile am Heft sind kunstvoll graviert, die Holzteile mit Messingdrahtstücken in Einlegearbeit (Intarsien) verziert. Die Scheiden bestehen aus Holz und sind mit Metalldraht und Stoff umwickelt. Das T'Boli-Schwert wird von Ethnien auf den Philippinen aus der Region der heutigen Stadtgemeinde T'Boli benutzt.